# Вечерница (мифология)
Вече́рница и Вакарине (лит. wakarine) — у балто-славян образ «вечерней звезды», появляющейся после заката солнца и очень часто светящейся вместе с луной (её же утром называют утренницей, ютренницей, пол. jutrzenka).

## Другие названия
рус. Вече́рня, Вечо́рка, Вечерняя зарница, Зо́рница; бел. Вечерня зора, Вечорова зорка, Вячэрніца, Вечарніца, Вечарнічка, Воўча звязда, Звярыная зорка; укр. Вечірня; болг. Вечерница; сербохорв. Вечерњача, Вечерка; пол. Wieczornica, Gwiazda zwierzęca, Wilcza gwiazda, Zorza wieczorna; чеш. Zviřetnice, Zwerenice.

## Мифы
Тесная связь между появлением этой звезды и восходом солнца и луны вызвали у всех народов разнообразные мифы об отношениях между солнцем и утренницей и между луной и вечерницей. Так, например, рассказывается, что солнце, молодой юноша, прекрасный королевич, постоянно гоняется за скромной, но прелестной золушкой, которая во всем сиянии красоты появляется на минуту (до восхода солнца) и потом вдруг куда-то скрывается бесследно (когда взойдет солнце).
Точно так же у литовцев рассказывается, что Солнце — это жена Месяца; но Месяц неверный муж; он постоянно изменяет жене и ухаживает за Вечерницей, за что он в наказание рассечен Перкунасом пополам. Другой литовский миф-песня изображает солнце юной богиней, которая ездит по небесному своду в золотой колеснице; ей прислуживают две девицы: денница и вечерница, и последняя подает ей вечером воду для омовения. В одной сербской сказке солнце представляется прекрасным юношей, который сидит на престоле, а около него стоят две пленительные девицы: Утренница и Вечерница).
В белорусском фольклоре известно большое количество обращений к Вечернице (бел. Вячэрняй зараніцы) в заговорах от различных болезней, где она называется божьей помощницей:

Доброй порой,

Вечерней зарёй,

Вечерней зарницей,

Божьей помощницей приступи, помоги.
Оригинальный текст (бел.)Добрай парой,

Вячэрняй зарой,

Вячэрняй зараніцай,

Божай памачніцай прыступі, памажы.